# B.A.Sz. (South Park)
A B.A.Sz. (W.T.F.) a South Park című amerikai rajzfilmsorozat 190. epizódja (13. évadjának 10. része). Először 2009. október 21-én sugározták az Egyesült Államokban. Magyarországon 2010. január 22-én mutatta be az MTV.

## Cselekmény
Stan Marsh, Kyle Broflovski, Eric Cartman, Kenny McCormick és néhány barátjukkal szurkolóként rész vesznek egy WWE birkózómérkőzésen. A versenyzők a birkózás helyett inkább csak egymást szidják, de a közönség ezt is nagyon élvezi. A mérkőzés után a fiúk kijelentik, hogy belépnek az iskola birkózószakkörébe, mert annyira elnyerte tetszésüket ez a sport.
Másnap a fiúk a birkózóedzővel elkezdik a tanulást. Amikor az edző bemutatja a birkózás alapfogásait, a fiúk eléggé homoerotikusnak találják. Szerintük ez nem igazi birkózás, és otthagyják az edzőt. Az edző utánuk kiáltja, hogy amit tegnap este láttak, az valójában nem birkózás, hanem pankráció, és a kettő teljesen más.
A fiúk ezután elhatározzák, hogy maguktól kezdenek el birkózni, és egy szorítót építenek a házuk előtt. Cartman mindenkit gondosan betanít a szerepére, majd ezután elkezdik az edzéseket. A mérkőzés során kitalált történeteket adnak elő, miközben egymást szidják (Cartman nőnek öltözve kijelenti, hogy már minden fiúval lefeküdt és „abortuszfüggő”). A városiaknak nagyon tetszik az előadás: egyre többen figyelik az eseményeket.
Néhány nap múlva az egész város a gyerekek mérkőzéseiről beszél. Mikor a birkózóedző a kocsmában hallja a munkásokat, akik szintén a gyerekek „birkózásairól” beszélgetnek, odalép hozzájuk. Az edző elmondja, hogy amit e gyerekek előadnak, az pusztán kitaláció, majd az iPhone-ján megmutatja a munkásoknak, hogy milyen az igazi birkózás. A munkások azt hiszik, hogy melegpornót látnak, és dühösen elküldik az edzőt.
Eközben a gyerekek levelet kapnak Vince McMahontól, a WWE elnökétől, aki meghívja őket a pankrátorszövetségbe játékosoknak. De előbb még eljön South Parkba, hogy saját maga megszemlélje a fiúk tevékenységét. Stanék nagyon izgatottak lesznek, és a régi tagok mellé újakat is felvesznek, hogy előadásuk még tökéletesebb legyen. Kis idő múlva megérkezik McMahon, a fiúk pedig megkezdik az előadásukat a South Park-i arénában.
Ezalatt az edzőt kirúgják az iskolából is, ezért bosszút forral a pankráció ellen. Egy rakétavetővel belopózik az arénába, ám miután a fiúkra célozva kilövi a rakétát, az megáll a levegőben, és beesik a gyerekek közé, de nem robban fel. Ezután Kenny odamegy a rakétához, és megragadja, ami ekkor beindul, és Kennyvel együtt az ég felé repül, ahol fölrobban. Az edző kétségbeesve rohan a szorítóba, hogy lecsitítsa az ünneplő tömeget, akik azt hiszik, hogy a robbanás is a műsor része. Az edző elmondja nekik, hogy a pankráció miatt tönkrement az élete. Mikor a közönség meghallja, hogy a munkáját is elvették, átérzik a helyzetét. Ekkor odalép hozzá McMahon, hogy szívesen felvenné pankrátornak, mert nagyon jó történetet adott elő. Az edző beleegyezik. Stanékkel McMahon pedig közli, hogy nem olyan jók, mint az edző, ezért nem veszi fel őket. A fiúk dühösen veszekedni kezdenek egymással, mire a közönség otthagyja őket.

## Kenny halála
Kennyt az edző által kilőtt rakéta öli meg az előadáson. Halála után két mexikói néző szájából hangzik el spanyolul Stan és Kyle híres mondatának némileg módosított változata: Úristen, megölték El Pollo Loco-t! Szemetek!
Ez Kenny második halála az évadban, utoljára a A gyűrű című epizódban halt meg.

## Utalások

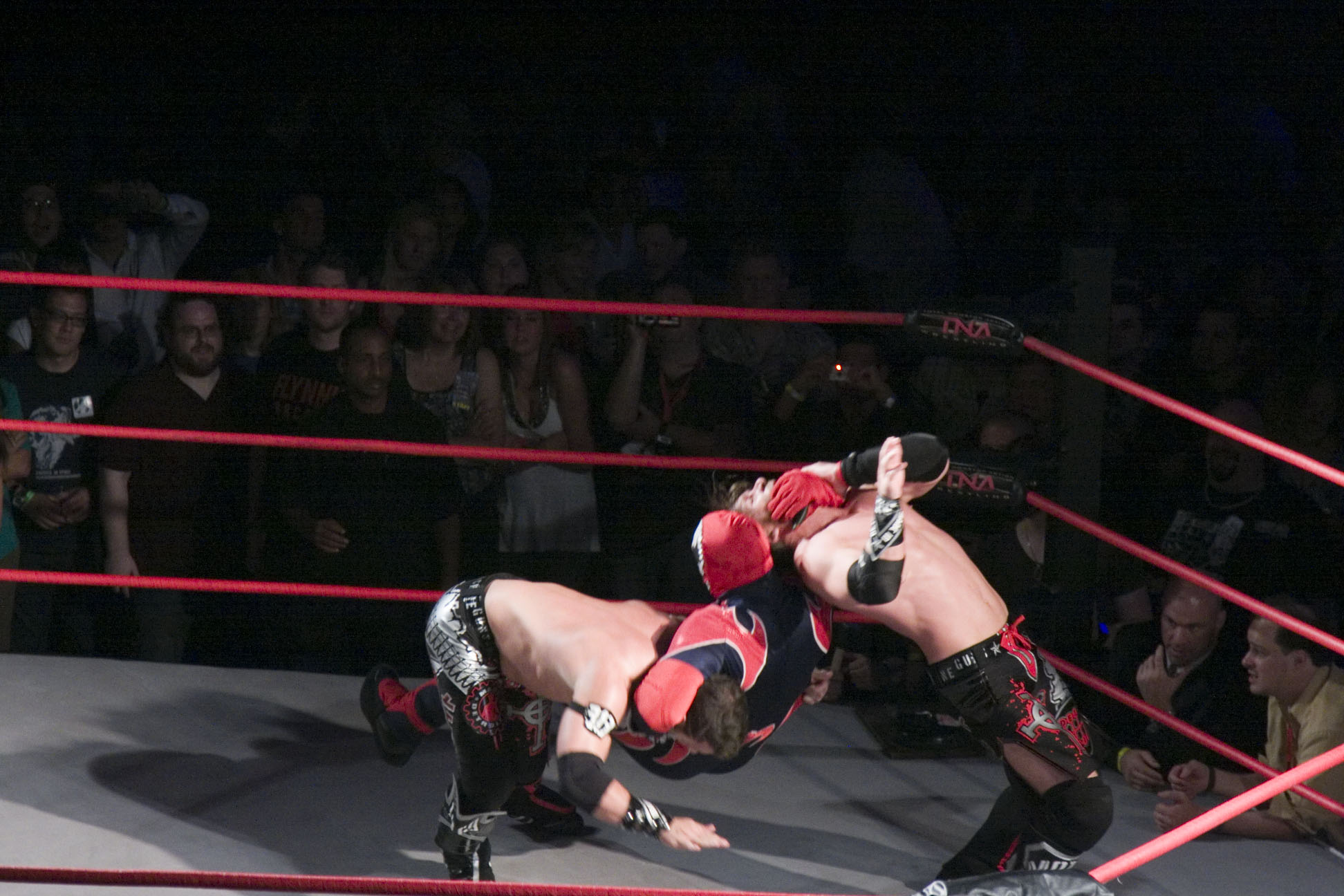
Három pankrátor egymással küzd a ringben

- Az epizód a pankrációt parodizálja ki, mivel a modern pankráció birkózás helyett egyfajta előadóművészet. A valós küzdelem mértéke mérsékelt és meglehetősen színpadias és stilizált. A küzdő felek úgy teszik a mérkőzéseket még izgalmasabbá a show kedvéért, hogy más küzdősportokból átvett, vagy olykor elég szokatlan öltözéket viselnek, s a mérkőzés előtti promóció során hangosan és mintegy állatias viselkedéssel szidják, fenyegetik egymást.A pankráció szimulált, olyan értelemben, hogy az eredmények előre el vannak döntve, valamint az ellenfélre mért hatásuk erősen eltúlzott. A játékot tehát egyfajta előadásként vagy színjátékként kezelik, és nem használják a mű vagy megrendezett kifejezéseket, hiszen a modern pankrációnak éppen ez a lényege.
- Kenny pankrációs öltözéke olyan mint amit a luchadorok viselnek a Lucha libre nevű küzdősportban. A Lucha libre a pankráció mexikói változata, és erre a változatra a legjellemzőbb a színpadiasság.
- A birkózás és a pankráció összekeverése az epizódban abból származik, hogy angol nyelvben a birkózást és a pankrációt is egyaránt a wrestling szó jelöli. Megkülönböztetésképpen az utóbbit pro wrestling szóval illetik.
- Az epizódban feltűnik Vince McMahon is, aki a pankráció és a WWE atyja. A WWE az apja irányításával alakult 1952-ben. 1979-ben ő vette át a tulajdonosi posztot, majd az ő vezetésével lettek a 80-as években híres pankrátorok Hulk Hogan és André the Giant. A 90-es évek nagy felfedezettje pedig Undertaker.
- Kenny pankrációs neve El Pollo Loco, ami megegyezik egy csirkespecialitásairól híres mexikói étterem nevével. A név egyébként bolond csirkét jelent.

## Bakik
- Az epizód végén hallható, amint Cartman Kennyvel veszekszik, pedig Kenny már előtte életét vesztette.

## Külső hivatkozások
- B.A.Sz. Archiválva 2009. december 16-i dátummal a Wayback Machine-ben a South Park Studios hivatalos honlapon
- B.A.Sz. az Internet Movie Database oldalon (angolul)